# البطولات الفرنسية 1963 (كرة مضرب)
قائمة بطولات دورة رولان غاروس الدولية لعام 1963 (المعروفة الآن بدورة رولان غاروس) :

## الكبار

### فردي رجال
روي إيمرسون هزم  بيير دارمون،النتيجة: 3-6 6-1 6-4 6-4

### فردي سيدات
ليزلي ترنر هزمت  أن جونز، النتيجة: 2-6 6-3 7-5